# Đại sứ quán Việt Nam Cộng hòa tại Cộng hòa Khmer
Đại sứ quán Việt Nam Cộng hòa tại Cộng hòa Khmer (tiếng Khmer: ស្ថានទូតសាធារណរដ្ឋវៀតណាម ប្រចាំសាធារណរដ្ឋខ្មែរ; tiếng Anh: Embassy of the Republic of Vietnam in the Khmer Republic), thường gọi là Đại sứ quán Nam Việt Nam tại Cao Miên, là cơ quan đại diện ngoại giao do Việt Nam Cộng hòa thành lập tại thủ đô Phnôm Pênh của Cộng hòa Khmer. Cơ quan này chính thức đóng cửa sau khi Phnôm Pênh thất thủ vào ngày 17 tháng 4 năm 1975.

## Lịch sử
Tiền thân là Đại sứ quán Việt Nam Cộng hòa tại Vương quốc Campuchia được thiết lập vào ngày 10 tháng 6 năm 1970, nhằm thay thế Phái bộ Thường trực Việt Nam Cộng hòa tại Phnôm Pênh. Sau khi Cộng hòa Khmer thành lập vào ngày 9 tháng 10 năm 1970, Đại sứ quán này mới đổi tên thành Đại sứ quán Việt Nam Cộng hòa tại Cộng hòa Khmer cho đến khi đóng cửa vào năm 1975.

## Danh sách Đại sứ

### Trưởng Phái bộ Việt Nam Cộng hòa tại Vương quốc Campuchia (1970)
Tháng 3 năm 1970, sau khi Tướng Lon Nol tiến hành đảo chính quân sự và lật đổ Sihanouk, Chính phủ Hoàng gia Campuchia do Lon Nol đứng đầu và Chính phủ Việt Nam Cộng hòa đã đạt được thỏa thuận thành lập phái bộ lẫn nhau. Đến tháng 5 cùng năm, Phái bộ Thường trực Việt Nam Cộng hòa tại Vương quốc Campuchia chính thức thành lập.
| Tên gọi     | Bổ nhiệm         | Nhậm chức        | Trình Quốc thư | Rời chức         | Cấp bậc | Chức vụ        | Ghi chú                                | Ghi chú |
| ----------- | ---------------- | ---------------- | -------------- | ---------------- | ------- | -------------- | -------------------------------------- | ------- |
| Phạm Huy Ty | Tháng 5 năm 1970 | Tháng 5 năm 1970 |                | Tháng 6 năm 1970 | Đại sứ  | Trưởng Phái bộ | Qua đời tại Virginia, Hoa Kỳ năm 2001. |         |

### Đại sứ Việt Nam Cộng hòa tại Vương quốc Campuchia → Cộng hòa Khmer (1970–1975)
Ngày 10 tháng 6 năm 1970, Việt Nam Cộng hòa thiết lập Đại sứ quán tại Vương quốc Campuchia.
| Tên gọi        | Bổ nhiệm          | Nhậm chức         | Trình Quốc thư       | Rời chức          | Cấp bậc | Chức vụ                    | Ghi chú | Ghi chú |
| -------------- | ----------------- | ----------------- | -------------------- | ----------------- | ------- | -------------------------- | --- | ------- |
| Trần Văn Phước |                   | Tháng 6 năm 1970  |                      | Tháng 10 năm 1970 | Công sứ | Đại biện lâm thời          | Sau được thăng chức Đại sứ. |         |
| Trần Văn Phước | Tháng 10 năm 1970 | Tháng 10 năm 1970 | 11 tháng 11 năm 1970 | Tháng 4 năm 1975  | Đại sứ  | Đại sứ đặc mệnh toàn quyền | Công sứ được thăng chức Đại sứ. Ông là đại sứ đầu tiên và cuối cùng sau khi Nam Việt Nam và Campuchia thiết lập quan hệ ngoại giao. Ngày 17 tháng 4 năm 1975, Phnôm Pênh thất thủ khiến cho đại sứ quán phải đóng cửa. |         |